# Thủ bản

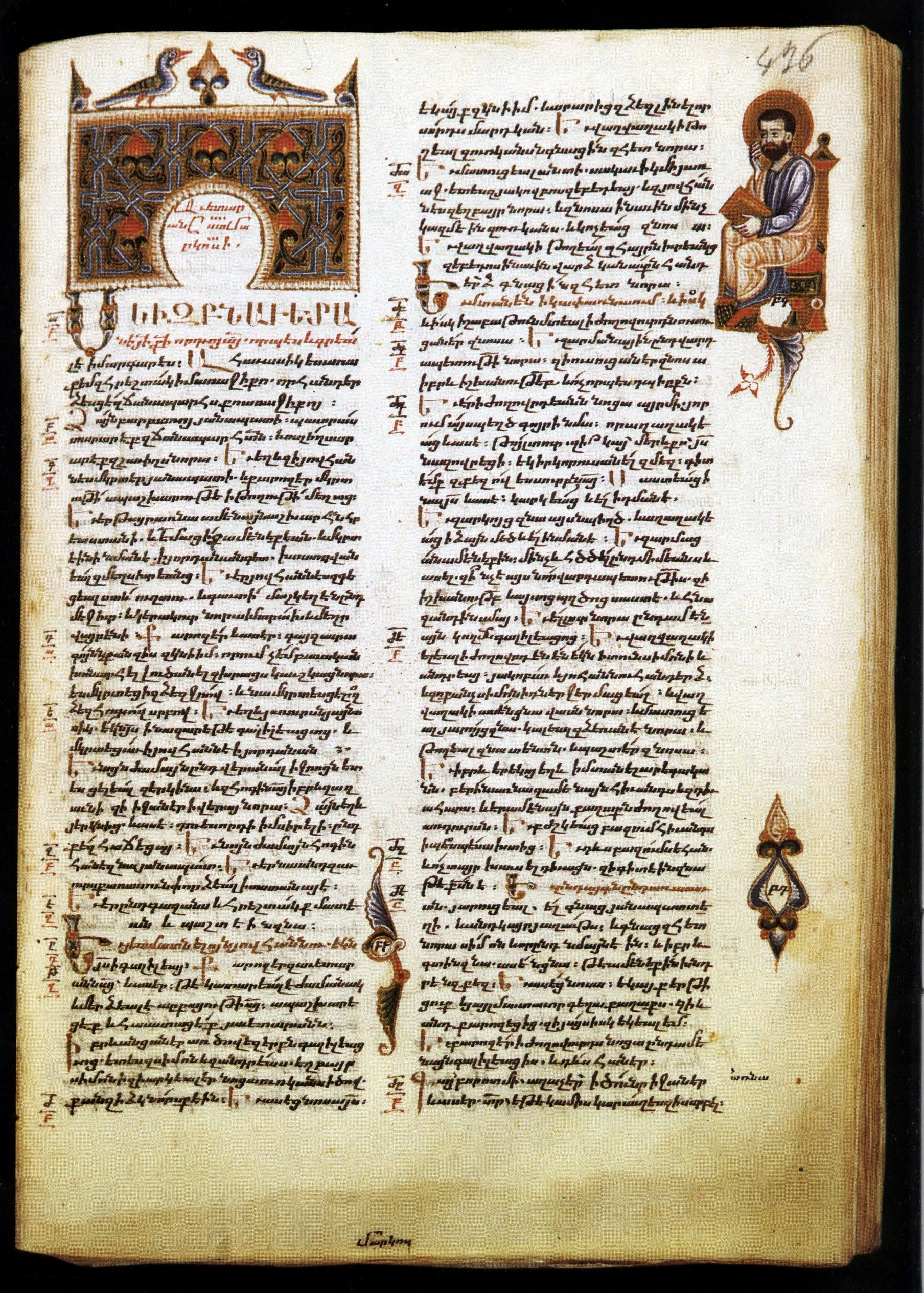
Một trang thủ bản minh họa của Armenia.

Thủ bản, tả bản, hay bản thảo, là bất cứ tài liệu nào được viết bằng tay, không phải được in ấn hay bằng các cách sao chép khác. Trước khi kỹ thuật in xuất hiện, tất cả các tài liệu và sách đều là thủ bản. Người ta không định nghĩa đâu là thủ bản thông qua nội dung, nó có thể chứa văn bản đi cùng với các biểu thức toán học, bản đồ, số liệu thuyết trình hay hình minh họa. Thủ bản có thể ở dạng cuộn (volumen) hay tập (codex) với nhiều chất liệu khác nhau. Một thủ bản minh họa thì chứa các bức tranh, trang trí viền, hay chứa các chữ cái đầu được dập nổi tỉ mỉ. Trong tiếng Anh, cách viết tắt truyền thống cho thủ bản là MS (số ít) hoặc MSS (số nhiều).